# Liste der Einträge im National Register of Historic Places im Audrain County

Lage des Audrain Countys in Missouri

Die Liste der Einträge im National Register of Historic Places im Audrain County in Missouri führt alle Bauwerke und historischen Stätten im Audrain County auf, die in das National Register of Historic Places aufgenommen wurden.

## Legende
| NRHP | Historic Place    |
| HD   | Historic District |

| [ 3 ] | Name                                     | Bild                                     | Eintragsdatum        | Lage                                                          | Ort      | Beschreibung |
| ----- | ---------------------------------------- | ---------------------------------------- | -------------------- | ------------------------------------------------------------- | -------- | ------------ |
| 1     | Audrain County Courthouse                | Audrain County Courthouse                | 2012 ID-Nr. 12000434 | 101 North Jefferson Street 39° 10′ 21,4″ N, 91° 52′ 59,3″ W   | Mexico   |              |
| 2     | Lincoln School                           | Lincoln School                           | 1996 ID-Nr. 96000060 | 301 Lincoln Street 39° 18′ 17″ N, 91° 29′ 33″ W               | Vandalia |              |
| 3     | Ross House                               | Ross House                               | 1978 ID-Nr. 78001637 | 501 South Muldrow Street 39° 10′ 6″ N, 91° 53′ 21″ W          | Mexico   |              |
| 4     | Arthur Simmons Stables Historic District | Arthur Simmons Stables Historic District | 2004 ID-Nr. 04001286 | 621 und 701 West Boulevard Street 39° 9′ 51″ N, 91° 53′ 25″ W | Mexico   |              |